# Gare de Nijyn
La gare de Nijyn est une gare ferroviaire qui est située dans la ville de Nijyn, en Ukraine.

## Situation ferroviaire
Elle est exploitée par le réseau Pivdenno-Zakhidna zaliznytsia.

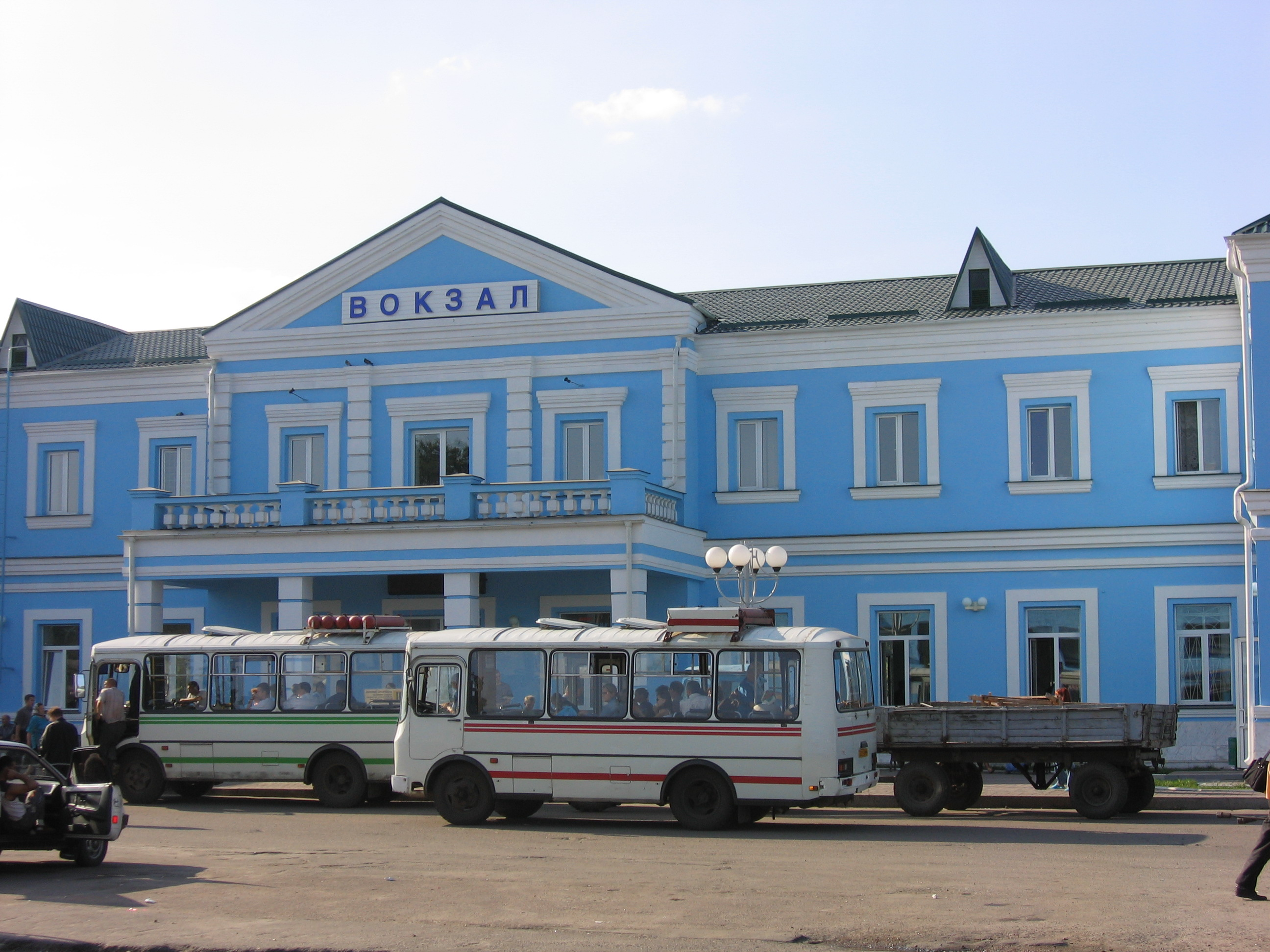
Façade sur rue du bâtiment principal,
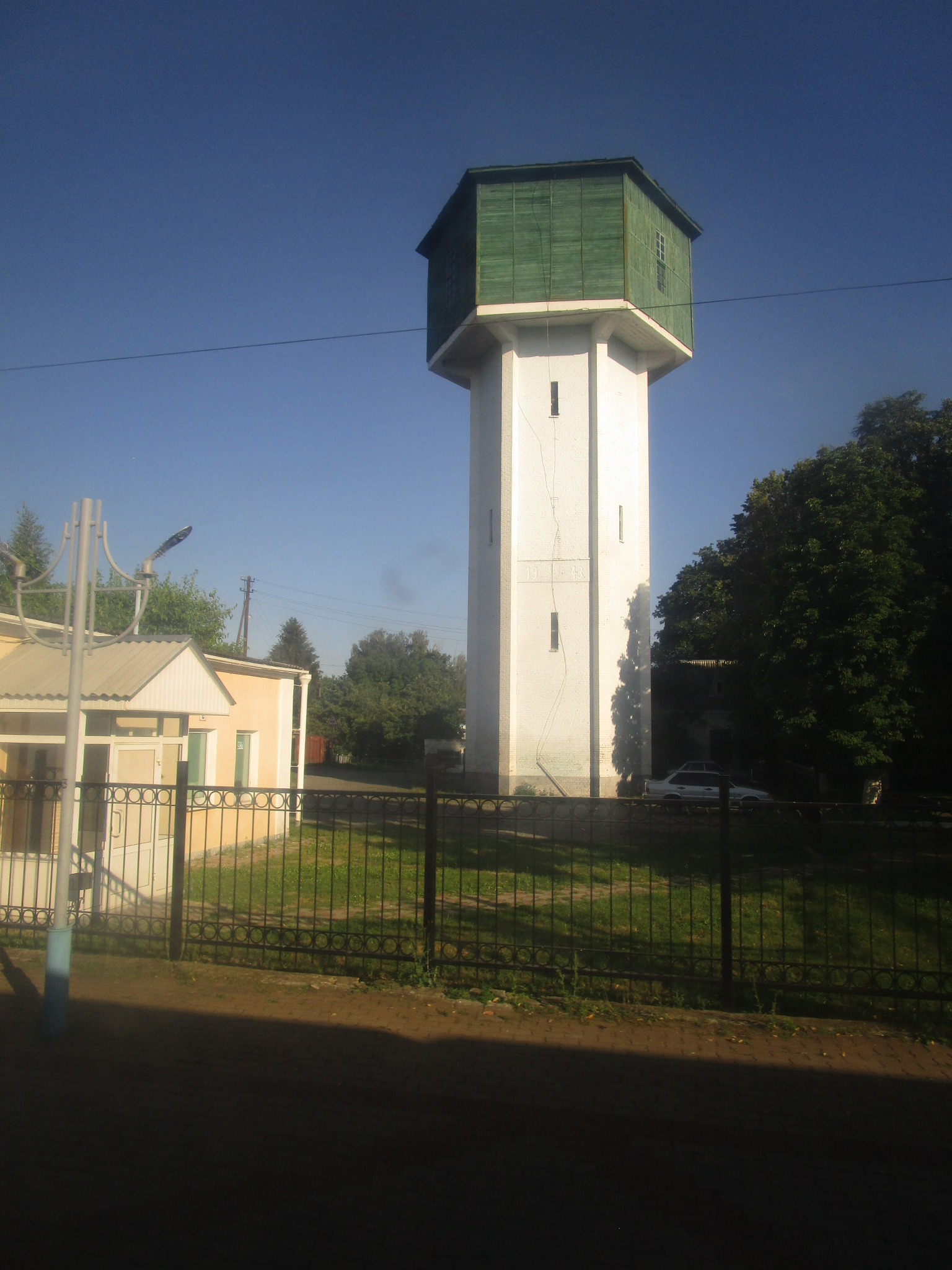
château d'eau,
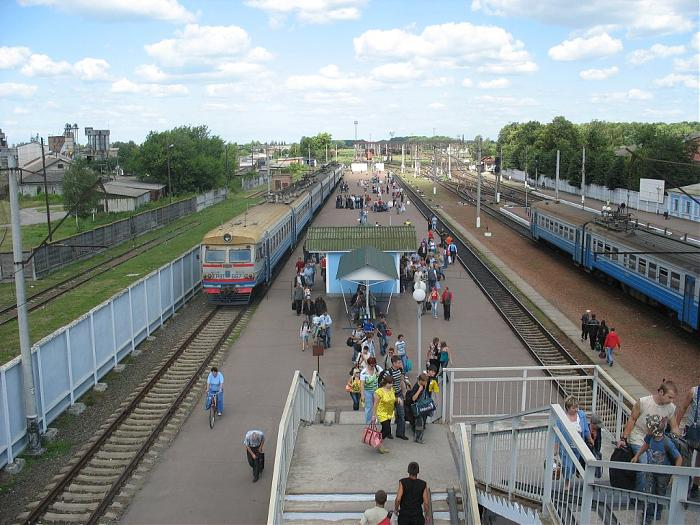
quais et voies,
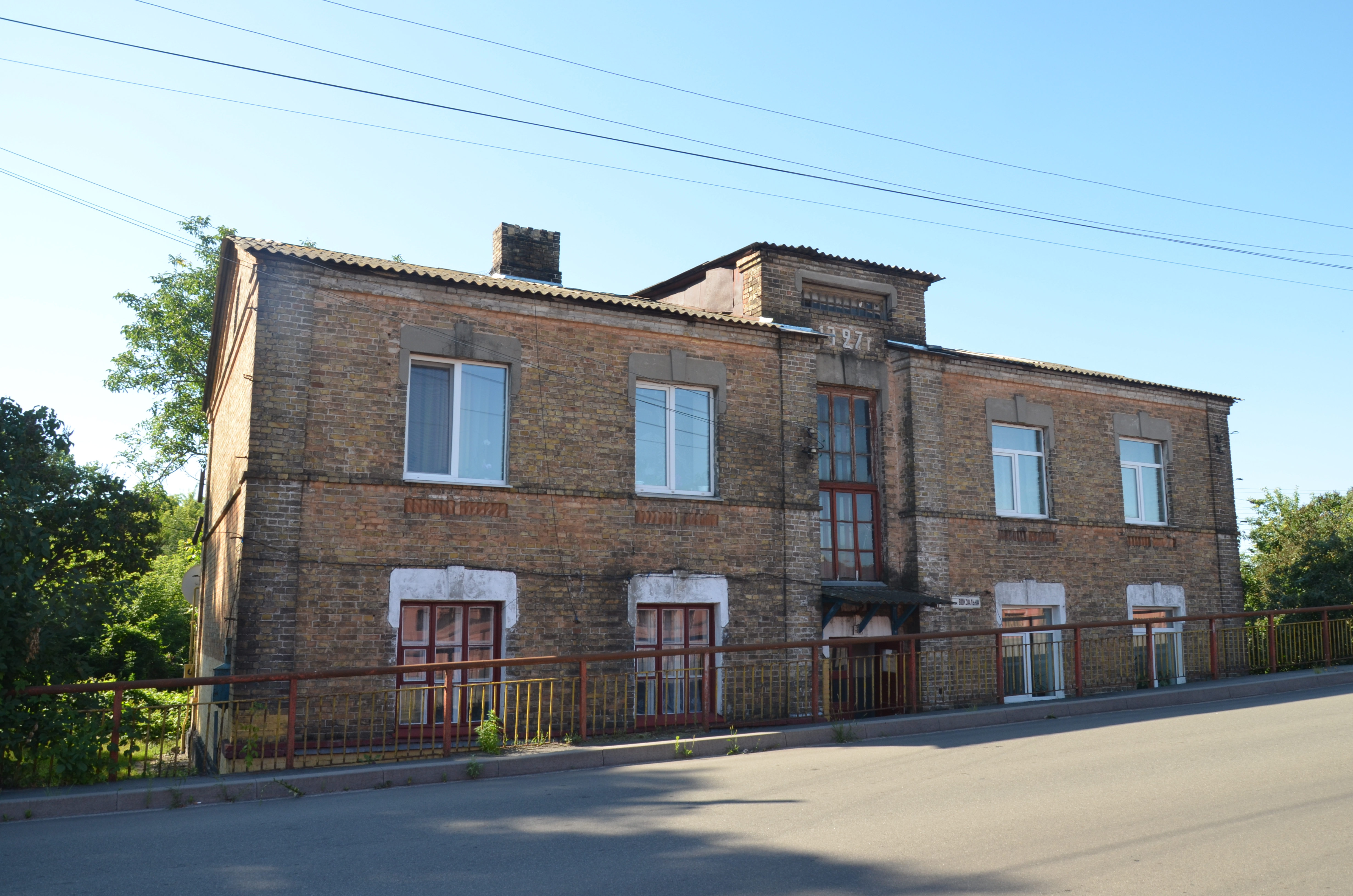
bâtiment secondaire.

## Histoire
La gare ouverte en 1868, elle est classée au Registre national des monuments immeubles d'Ukraine sous le numéro : 74-104-0062.